# المعبد الجنائزي لسيتي الأول (أبيدوس)

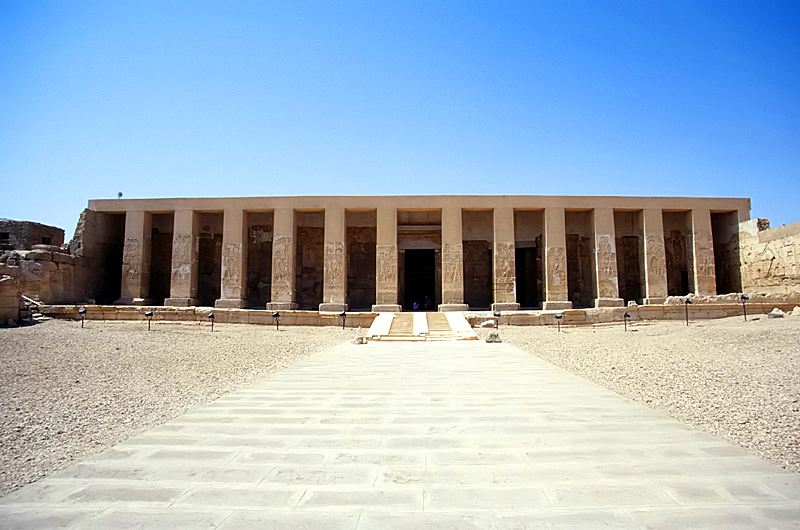
واجهة المعبد الجنائزي لسيتي الأول بأبيدوس

يُعرف المعبد الجنائزي لسيتي الأول أيضاً بمعبد أبيدوس العظيم أو الممنوميوم، وهو مندرج من (مَن ماعت رع) أي خالدٌ هو عدل الإله رع، وهو الاسم الذي حصل عليه سيتي الأول عند التتويج. هذا المعبد عبارة عن قبر أجوف، بناه الفرعون سيتي الأول في أبيدوس بصعيد مصر، وقد انهى بناءه ابنه رمسيس الثاني، والذي ينتمي أيضاً للأسرة التاسعة عشر. تم استكماله بمعبد الأوزيريون المجاور، وهو معبد يعمل كأثر تطوعي منذور لجلب رعاية أوزيريس؛ إله البعث والحساب في الحياة الأخرى.
يُرجع تاريخ مستوطنات أبيدوس إلى حقبة نقادة الأولى –هي فترة من 4500: 3500 ق.م-، وتُعد أبيدوس مركز ديني ومكان للحج؛ حيث يُعتقد أن هناك دُفنت رأس أوزيريس.
وُجِد هناك منشآت بها أماكن للصلاة مزينة بمسلات منذورة على شرف هذا الإله، وتعود لعصر الدولة الوسطى في مصر. ومع ذلك، فقد تم ترك كل شيء جانباً خلال فترة تل العمارنة. أراد سيتي الأول أن يرجع إلى أصوله، وشيد هذا المعبد من ملايين السنين على ضفاف الطريق الموكبي، بجانب سلم الإله الأعظم، الذي يربط بين معبد أوزيريس ومقبرة الإله في «أم الجعاب» –اسم جبَّانة شرق أبيدوس-. كان الغرض الرئيسي من بناءه هو عبادة وتمجيد كل الآلهة المصرية العظيمة بين جدرانه، والفراعنة الذين سبقوه، في شكل مصلى جنائزي عظيم.
سُجِلت على إحدى جدران المعبد قائمة مكونة من 76 فرعون من الأسرات الرئيسية المُعترَف بها من قِبَل سيتي، وتُعرف باسم القائمة الملكية بأبيدوس. وتظهر أسماء الفراعين في خراطيش، بدايةً من نارمر أو مينا، حتى الملك سيتي الأول.

## وصف المعبد

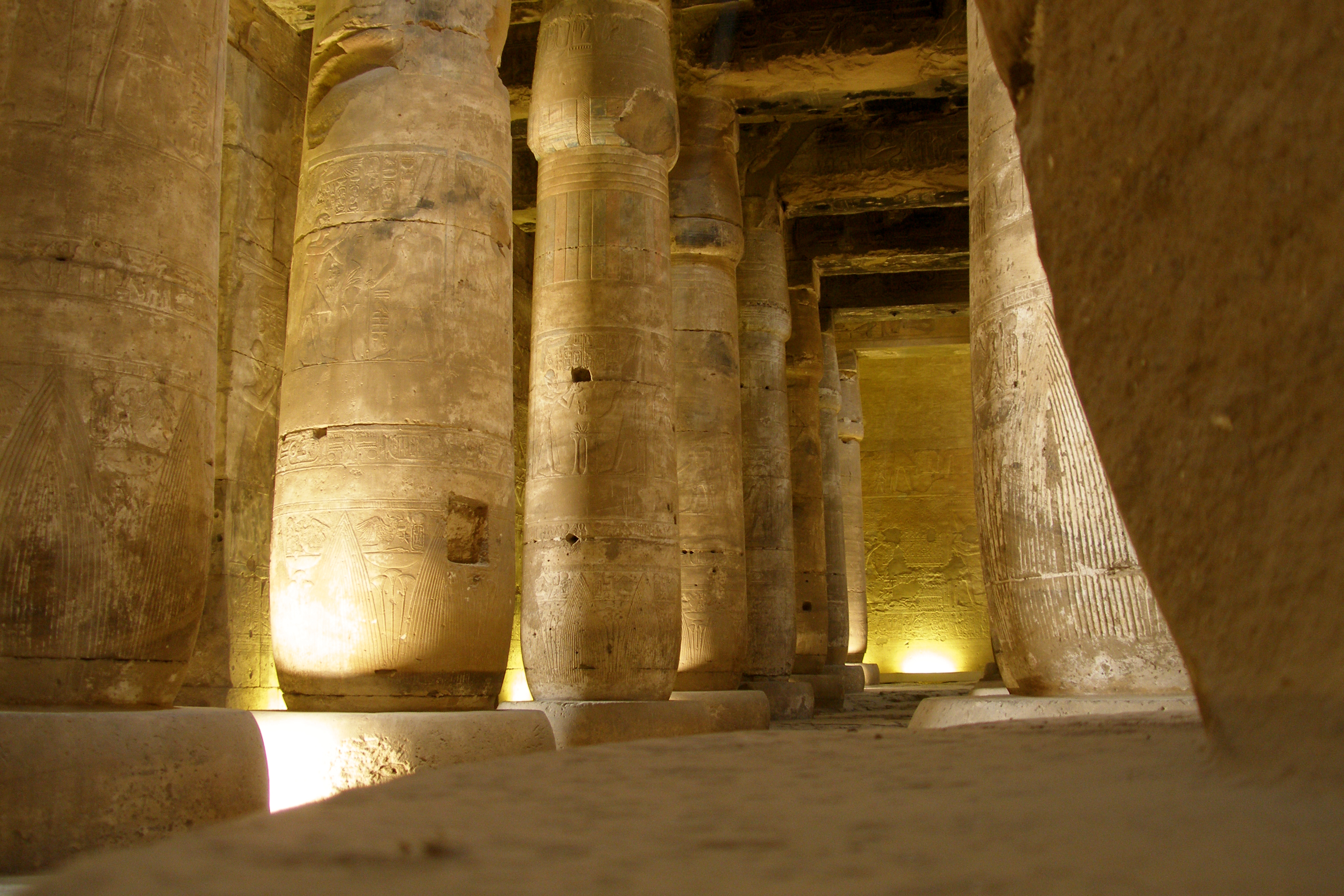
أعمدة المعبد

تم إنشاء المعبد على منحدر، مما استلزم إعداد مصاطب متعاقبة. جاء تصميمه على هيئة شكل حرف L، ويوجد المبنى الرئيسي على هيئة محور ممتد من الشمال للجنوب. تم تمديده من قِبَل الأوزيريون مقبرة خالية للملك. ويقع في الأصل تحت تل، مما فصل المبنيين ببضعة أمتار. تم استكمال المعبد الجنائزي بجناح جانبي، مما جعله يمتد ناحية الشرق. يرتكز حجر جيري بشكل جيد على قاعدة مؤسسة من حجر رملي بعمق 1.30 متر. زخرفت جدرانه بنقوش، بعضها لديه طابع استثنائي ويحتفظ بألوانة الأصلية. يُعد المعبد مخصص لسبعة آلهة حيث لديهم مصلاهم الخاص، ويشملوا الملك المؤلَّه؛ وهم أوزيريس، إيزيس، حورس، آمون، رع-حوراختي، وبتاح. جميعهم لديهم باب زائف، عدا أوزيريس، مما يدل على مكانة ذات شرف خاص؛ تقود إلى مجموعة من الحجرات مكرسة لعبادتهم، وتتألَّف من صالتين وسلسلتين مكونتين من ثلاث مصليات مخصصة لأوزيريس وإيزيس وحورس.
يوجد حجرة بشكل غريب بها عمودين، مغلقة بحيث لا يمكن الوصول إليها. استكمل رمسيس الثاني المعبد بعد وفاة والده، مضيفاً له فنائين وصرح مساحته 62 متر، الذي لا يكاد يبقى منه أي شئ حالياً. هذان الفنائان ينتهون بأروقة مُعمَّدة من اثني عشر عموداً مستطيلاً. يشتمل الفناء الأول على حديقة ذات أشجار وبرك.
يمكن الوصول إلى المعبد عن طريق منحدر قصير، حيث ينتهي برواق من إثنى عشر عموداً مستطيلاً. تُتاح ثلاث مداخل، وكل باب يؤدي إلى ثلاث مصليات من السبع الموجودين في المعبد (بعد المرور بالقاعتين المعمَّدتين). يؤدي الباب الرئيسي إلى مصلى آمون. تقود الأبواب الأخرى على أقصى اليمين إلى مصليات أوزيريس وحورس. وخلف المعبد يوجد تابوت الإله الخاص.
يمكن رؤية مشهد تأسيس المعبد في القاعة المعمَّدة؛ حيث يحدد سيتي مه الإلهة سشات، إلهة الحكمة والكتابة، ملامح المبنى، وبعد ذلك يجمع الأحجار الأولى. ومشهد آخر يعرض الميلاد الإلهي للملك. وعلى جدار آخر، الملك رمسيس الثاني يتم تنقيته من قِبَل توت وحتحور. وبعد ذلك، يظهر الملك واقفاً أمام أوزيريس وإيزيس، ويقدم لهم تمثال صغير يمثله. وفي تمثيلات أخرى، يحرق البخور أمام حورس، ثم يقدم له تمثال صغير لماعت. وفي مشهد آخر يظهر الفرعون مُعِدَّاً العمود جد، يعني الدوام، أو عمود الأبدية.
يقود يسار القاعة الثانية إلى ممر حيث يوجد القائمة الملكية بأبيدوس، ويقود إلى سلسلة من الحجرات تكون بمثابة مخازن للتماثيل والقوارب المقدسة وعناصر ضرورية للمعبد وبيوت للمؤون.
بالتوازي مع السبع مصليات وبمدخل القاعة الثانية، توجد صالة أكبر مخصصة لنفرتوم ولبتاح-سوكر. وباستثناء قائمة الفراعنة ومدح رمسيس الثاني، هذه المشاهد لم تكن تاريخية، بل أسطورية. يعد هذا العمل حافلا بتعقيده والتحفظ والدقة والصقل الفني، إلا أنه يفتقر للحيوية وعنصر الحِقَب السابقة.
بنى رمسيس الثاني معبده الجنائزي، على بُعد مسافة قصيرة من هذا المعبد وبنفس الطريق الموكبي الذي يؤدي إلى معبد أوزيريس، المدعوُّ معبد رمسيس الثاني بأبيدوس، وهو أكثر بساطة وصغر.